# Devaki Nandan Khatri
Œuvres principales
Chandrakanta
Devaki Nandan Khatri, né le 18 juin 1861 à Samastipur, au Bihar, et mort en août 1913, est un écrivain indien, qui appartient à la première génération de romanciers populaires en langue hindi moderne. Il est également le premier auteur de romans policiers en hindi.